# Сельское поселение «Деревня Михали»
Сельское поселение «Деревня Михали» — муниципальное образование в составе Износковского района Калужской области России.
Центр — деревня Михали.

## История
Статус и границы сельского поселения установлены Законом Калужской области от 28 декабря 2004 года № 7-ОЗ «Об установлении границ муниципальных образований, расположенных на территории административно-территориальных единиц „Бабынинский район“, „Боровский район“, „Дзержинский район“, „Жиздринский район“, „Жуковский район“, „Износковский район“, „Козельский район“, „Малоярославецкий район“, „Мосальский район“, „Ферзиковский район“, „Хвастовичский район“, „Город Калуга“, „Город Обнинск“, и наделении их статусом городского поселения, сельского поселения, городского округа, муниципального района».

## Население
| 2010 | 2012 | 2013 | 2014 | 2015 | 2016 |
| ---- | ---- | ---- | ---- | ---- | ---- |
| 200  | ↘198 | ↘181 | ↘173 | ↘165 | ↗166 |
| 2017 | 2018 | 2019 | 2020 | 2021 |      |
| ↘163 | ↗176 | ↗280 | ↗281 | ↘139 |      |

## Состав сельского поселения
В поселение входят 9 населённых мест:
| № | Населённый пункт | Тип населённого пункта          | Население |
| - | ---------------- | ------------------------------- | --------- |
| 1 | Михали           | деревня, административный центр | ↘97       |
| 2 | Возжихино        | деревня                         | ↗13       |
| 3 | Козлаково        | деревня                         | →2        |
| 4 | Лысково          | деревня                         | →0        |
| 5 | Межетчина        | деревня                         | ↘2        |
| 6 | Михайловское     | деревня                         | →6        |
| 7 | Орлово           | деревня                         | ↘1        |
| 8 | Раево            | деревня                         | ↘78       |
| 9 | Рябики           | деревня                         | ↗1        |